# Inundações em Jacarta em 2020
As inundações em Jacarta em 2020 foram uma série de inundações que ocorreram em toda a cidade de Jacarta e arredores, durante a noite de ano novo de 2020. As inundações foram resultado de uma tempestade que despejou quase 400 milímetros (15 polegadas) de água da chuva – mais de três vezes a quantidade histórica registrada no período. A forte chuva causou o transbordamento dos rios Ciliwung e Cisadane. Pelo menos 66 pessoas morreram, tornando-se na pior inundação da história da capital indonésia, desde 2007.

## Contexto
A cidade de Jacarta sofre periodicamente com enchentes devido a uma grande parte de sua área estar abaixo do nível do mar, sendo as piores já registradas anteriormente terem sido em 1621, 1654, 1918, 1942, 1976, 1996, 2002, 2007 e 2013. Estima-se que cerca de 24 mil hectares (240 km2) da área urbana da cidade estejam abaixo do nível do mar. Caso o período de chuvas coincida com o período de maré alta, as inundações podem ser trágicas. Quando isso acontece, as marés altas tendem a empurrar a água para as áreas baixas, assim como o fluxo da água em áreas de terras mais altas como a cidade de Bogor, desce para as áreas mais baixas aonde se localiza a maior parte de Jacarta.
O crescimento descontrolado da população nas áreas urbanas, o mau planejamento do uso da terra e a falta de entendimento entre os moradores da cidade e o governo sobre inundações e seu risco de desastre aumentam drasticamente o impacto.

## Impacto
Mesmo com as comportas dos Ciliwung e Cisadane fechadas para minimizar os riscos após os níveis recordes de chuva, foi decretado estado de emergência em suas áreas vizinhas.
Das 18h00, horário local (11h00 UTC) de 1 de janeiro até às 12h00, horário local (05h00 UTC) de 2 de janeiro, o governo liberou todos os postos de pedágio nas cercanias da cidade.
Em muitas partes da cidade o nível da água chegou de 30 a 200 centímetros. Em alguns lugares, como Cipinang Melayu, leste de Jacarta, o nível da água chegou a mais de 4 metros, um número muito acima da média histórica da região. Quase 400 mil pessoas foram realocadas para áreas mais altas da região. O governo designou escolas públicas e particulares além de prédios públicos como abrigos temporários. Em várias áreas, os esforços de evacuação foram afetados pelo nível da água e por constantes quedas de energia elétrica.
Segundo a Agência Meteorológica, Climatológica e Geofísica da Indonésia (BMKG), existe a expectativa de que as chuvas torrenciais continuem por mais de uma semana no país.

## Mortes
Pelo menos 66 mortes foram confirmadas sendo que as principais causas foram deslizamentos de terra, hipotermia, afogamentos e descargas elétricas. Por razões de segurança, a energia de várias partes da cidade foi cortada.

## Reações
O governador de Jacarta, Anies Baswedan, twittou que o governo ajudaria todos os afetados pela enchente. O presidente da Indonésia, Joko Widodo, twittou que reconstruirá toda a infraestrutura pública com medidas anti-inundação.